# June Havoc

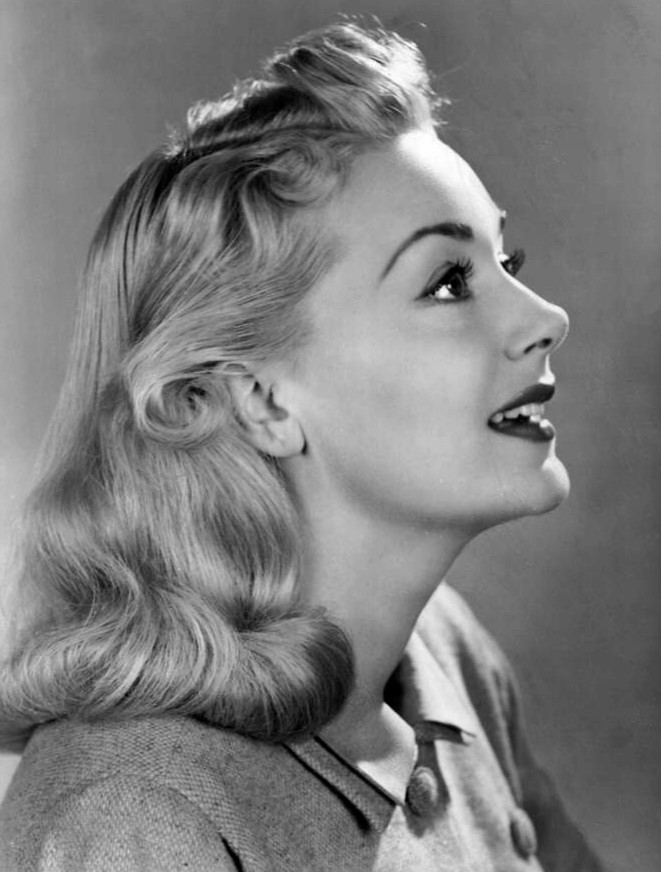
June Havoc.

June Havoc, född Ellen Evangeline Hovick 8 november 1912 i Vancouver, British Columbia, död 28 mars 2010 i Stamford, Connecticut, var en amerikansk skådespelare.
Havoc var yngre syster till Gypsy Rose Lee. Båda systrarna pådrevs av en scenbiten mor och Havoc gjorde scendebut vid två års ålder. Hon medverkade i några kortfilmer och som femåring var hon huvudstjärna i varietéer och tjänade 1500 dollar i veckan. Hon ingick sitt första (av tre) äktenskap när hon var tretton år.
Under depressionen på 1930-talet, då varietéerna upphörde, arbetade Havoc som modell och deltog i maratondanstävlingar (hon vann bl.a. andra pris i en maratontävling, där hon och hennes partner dansade i 3000 timmar[källa behövs]).
Havoc uppträdde sedan på semesterorter i Caskill Mountains innan Broadwaydebuten 1936. Filmdebut 1941. Hon vann aldrig samma berömmelse och stjärnstatus som sin äldre syster.

## Filmografi i urval
- 1941 – Four Jacks and a Jill
- 1942 – Pass för den blonda!
- 1945 – En stackars miljonär
- 1947 – Tyst överenskommelse